# Zayas de Torre
Zayas de Torre es una localidad que pertenece al municipio de Langa de Duero en la comarca de Tierras del Burgo, provincia de Soria, España.

## Geografía
Situado a la falda de un valle, Alto del Castro (973 m s. n. m.), con exposición al sur, donde estuvo antiguamente una fortaleza. Su terreno es bastante quebrado, árido y pantanoso, siendo de años con abundantes lluvias y nevadas.
Confina al norte con Alcubilla de Avellaneda, al noreste con Zayas de Báscones, al sureste con Rejas de San Esteban, al sur con Alcozar, al suroeste con Langa de Duero, al oeste con Bocigas de Perales y al noroeste con Brazacorta y Alcoba de la Torre.
Baña su término el Arroyo del Bernal o de la Virgen que vierte sus aguas por su margen izquierda al río Perales, afluente del río Arandilla.

## Historia
En 1352, según el Becerro de las Behetrías, era dominio del monasterio de Santa María de Fuencaliente de monjas bernardas.
En el censo de 1879, ordenado por el conde de Floridablanca, figuraba como villa del Partido de Aranda en la Intendencia de Burgos, con jurisdicción de señorío y bajo la autoridad del alcalde ordinario, nombrado por el conde de Castrillo. Contaba entonces con 321 habitantes.
Sebastián Miñano  lo describe a principios del siglo XIX como villa de señorío de la provincia de Burgos en el partido de Aranda de Duero, obispado de Osma, con alcalde ordinario, 70 vecinos, 300 habitantes; una parroquia.
A la caída del Antiguo Régimen la localidad se constituye en municipio constitucional  en la región de Castilla la Vieja que en el censo de 1842 contaba con 45 hogares y 180 vecinos.
A finales del siglo XX este municipio desaparece porque se integra en Langa de Duero, contaba entonces con 55 hogares y  191 habitantes.

## Geografía humana

### Demografía
| Gráfica de evolución demográfica de Zayas de Torre entre 1842 y 1960 |
| |
| Población de derecho según los censos de población del INE Población de hecho según los censos de población del INEEntre el censo de 1970 y el anterior, este municipio desaparece porque se integra en el municipio 42103 (Langa de Duero) |

En el año 1981 contaba con 104 habitantes, concentrados en el núcleo principal, pasando a 41 en 2020, 24 varones y 17 mujeres.
| Gráfica de evolución demográfica de Zayas de Torre entre 2000 y 2020                             |
|                                                                                                  |
| Población de derecho (2000-2020) según los censos de población del INE a 1 de enero de cada año. |

### Comunicaciones
Acceso por la carretera provincial   SO-P-5205  que comunica la   SO-P-5001  al oeste con la   SO-P-5004  al este en Zayas de Báscones.